# 花腰新娘
《花腰新娘》为2005年中国电影，导演章家瑞，主演张静初、印小天、崔哲铭。

## 劇情
《花腰新娘》讲述的是花腰族（彝族的一支，又称尼苏人）女子李凤美（张静初饰）初为新娘，就参加村里的舞龙队，与新郎阿龙（印小天饰）之间产生了各种冲突。